# Seznam dílů seriálu Do neznáma
Toto je seznam dílů seriálu Do neznáma. Americký televizní seriál Do neznáma byl vysílán v letech 2005 až 2008. Celkem bylo odvysíláno 40 dílů rozdělených do 3 sérií. Druhou a třetí řadu doprovázely i krátké webizody uveřejňované na internetu.

## Přehled řad
| Řada | Díly | Premiéra v USA    | Premiéra v USA    | DVD (Region 1)    |
| Řada | Díly | První díl         | Poslední díl      | DVD (Region 1)    |
| ---- | ---- | ----------------- | ----------------- | ----------------- |
| 1    | 11   | 4. listopadu 2005 | 3. února 2006     | 7. října 2008     |
| 2    | 13   | 29. září 2006     | 22. prosince 2006 | 16. září 2008     |
| 3    | 16   | 10. srpna 2007    | 12. prosince 2008 | 14. července 2009 |

## Díly

### První řada (2005–2006)
| Č. v seriálu | Č. v řadě | Název                                 | Režie                   | Scénář                                           | Datum premiéry     | Produkční kód |
| ------------ | --------- | ------------------------------------- | ----------------------- | ------------------------------------------------ | ------------------ | ------------- |
| 1/2          | 1/2       | Secret Truths                         | Donna Deitch            | Rose Troche (1. část), Thomas W. Lynch (2. část) | 4. listopadu 2005  | 101/102       |
| 3            | 3         | Friends, Lovers, Brothers, and Others | Robert Townsend         | Nancylee Myatt                                   | 11. listopadu 2005 | 103           |
| 4            | 4         | Put Out or Get Out                    | Paul Hoen               | Chad Fiveash, James Patrick Stoteraux            | 18. listopadu 2005 | 104           |
| 5            | 5         | First Time                            | Troy Beyer              | Thomas W. Lynch                                  | 2. prosince 2005   | 105           |
| 6            | 6         | Girl's Guide to Dating                | Paul Hoen               | Dawn Comer Jefferson                             | 9. prosince 2005   | 106           |
| 7            | 7         | Friends With Benefits                 | Robert Townsend         | Dallas Jackson, Thomas W. Lynch                  | 16. prosince 2005  | 107           |
| 8            | 8         | Under My Skin                         | Charles Randolph-Wright | Barbara Nance                                    | 13. ledna 2006     | 108           |
| 9            | 9         | Shake Rattle & Roll                   | Charles Randolph-Wright | Dawn Comer Jefferson                             | 20. ledna 2006     | 109           |
| 10           | 10        | Say it Ain't So, Spencer              | Paul Hoen               | Nancylee Myatt                                   | 27. ledna 2006     | 110           |
| 11           | 11        | What Just Happened?                   | Paul Hoen               | Thomas W. Lynch                                  | 3. února 2006      | 111           |

### Druhá řada (2006)
| Č. v seriálu | Č. v řadě | Název                                  | Režie                   | Scénář                                | Datum premiéry     | Produkční kód |
| ------------ | --------- | -------------------------------------- | ----------------------- | ------------------------------------- | ------------------ | ------------- |
| 12/13        | 1/2       | The Morning After                      | Robert Townsend         | Thomas W. Lynch                       | 29. září 2006      | 201/202       |
| 14           | 3         | Behind the Music                       | Bethany Rooney          | Jonas E. Agin                         | 6. října 2006      | 203           |
| 15           | 4         | Guess Who's Coming Out to Dinner?      | Bethany Rooney          | Chad Fiveash, James Patrick Stoteraux | 13. října 2006     | 204           |
| 16           | 5         | Rules of Engagement                    | Charles Randolph-Wright | Paige Bernhardt                       | 20. října 2006     | 205           |
| 17           | 6         | That Is So Not Mom                     | Charles Randolph-Wright | Earl Davis                            | 3. listopadu 2006  | 206           |
| 18           | 7         | Come Out, Come Out, Wherever You Are   | Bethany Rooney          | Nancylee Myatt                        | 10. listopadu 2006 | 207           |
| 19           | 8         | That's the Way the World Crumbles      | Bethany Rooney          | Jonas E. Agin                         | 17. listopadu 2006 | 208           |
| 20           | 9         | Objects May Be Closer Than They Appear | Robert Townsend         | Chad Fiveash, James Patrick Stoteraux | 1. prosince 2006   | 209           |
| 21           | 10        | Love and War and Love and War          | Robert Townsend         | Paige Bernhardt                       | 8. prosince 2006   | 210           |
| 22           | 11        | Love, Child and Videotape              | Nancylee Myatt          | Jenelle Lindsay                       | 15. prosince 2006  | 211           |
| 23           | 12        | Too Many Girls, Not Enough Aiden       | Rose Troche             | Nancylee Myatt                        | 22. prosince 2006  | 212           |
| 24           | 13        | Trouble in Paradise                    | Rose Troche             | Nancylee Myatt                        | 22. prosince 2006  | 213           |

### Třetí řada (2007–2008)
| Č. v seriálu | Č. v řadě | Název                          | Režie          | Scénář                                                | Datum premiéry     | Produkční kód |
| ------------ | --------- | ------------------------------ | -------------- | ----------------------------------------------------- | ------------------ | ------------- |
| 25/26        | 1/2       | The Valley of Shadows          | Bethany Rooney | Arika Lisanne Mittman                                 | 10. srpna 2007     | 301/302       |
| 27           | 3         | The It Girls                   | Paul Hoen      | Arika Lisanne Mittman                                 | 17. srpna 2007     | 303           |
| 28           | 4         | Spencer's New Girlfriend       | Paul Hoen      | Sarah Jane Cunningham, Suzie V. Freeman               | 24. srpna 2007     | 304           |
| 29           | 5         | The Truth Hurts                | Bethany Rooney | Arika Lisanne Mittman                                 | 31. srpna 2007     | 305           |
| 30           | 6         | Fighting Crime                 | Bethany Rooney | Larry Mollin                                          | 7. září 2007       | 306           |
| 31           | 7         | Saturday Night is for Fighting | Paul Hoen      | Stacy Kravetz                                         | 14. září 2007      | 307           |
| 32           | 8         | Gay Pride                      | Paul Hoen      | Arika Lisanne Mittman                                 | 21. září 2007      | 308           |
| 33           | 9         | Career Day                     | Bethany Rooney | Arika Lisanne Mittman                                 | 10. října 2008     | 309           |
| 34           | 10        | Spencer's 18th Birthday        | Bethany Rooney | Arika Lisanne Mittman                                 | 17. října 2008     | 310           |
| 35           | 11        | A Very Inconvenient Truth      | Paul Hoen      | Larry Mollin, Charles Rosin                           | 24. října 2008     | 311           |
| 36           | 12        | Love and Kisses                | Paul Hoen      | Charles Rosin, Arika Lisanne Mittman                  | 7. listopadu 2008  | 312           |
| 37           | 13        | Better Late Than Never         | Richard Wafer  | Lindsey Rosin                                         | 14. listopadu 2008 | 313           |
| 38           | 14        | Past, Present, and Future      | Richard Wafer  | Jonas E. Agin                                         | 21. listopadu 2008 | 314           |
| 39           | 15        | Taking Seconds                 | Paul Hoen      | Jonas E. Agin, Shauna McGarry                         | 5. prosince 2008   | 315           |
| 40           | 16        | On the Precipice               | Paul Hoen      | Thomas W. Lynch, Charles Rosin, Arika Lisanne Mittman | 12. prosince 2008  | 316           |

## Webizody

### Druhá řada
1. BFF
2. Before Spencer
3. Period
4. Sleeping Lions
5. Letter to Daddy
6. Bmore
7. Kiss and Tell
8. Intimate
9. Alone Together
10. Desperate
11. Roadside Attraction
12. Hearts
13. You Make Me Wanna Jump
14. Tonight

### Třetí řada
1. Wishful Thinking
2. Spencer's Driver
3. Bubble Bath Cure
4. Sleeping Beauties
5. How To Pick Up A Fish
6. Almost Hotness
7. Transforming
8. Spencer Confesses
9. Spencer
10. Aiden
11. Deleted Sequence
12. Kyla
13. Glen
14. Ashley
15. Five Years Later
16. The Day After